# Catalogue Ikea
Le catalogue IKEA était un catalogue publicitaire, à parution annuelle, répertoriant l'ensemble des produits du fabricant de meubles suédois IKEA. Il paraissait dans le courant de l'été, était à la fois envoyé par la poste et disponible dans les différents magasins de l'enseigne. Il comportait entre 300 et 400 pages, et présentait de 5 000 à 10 000 références.
La première brochure de vente, IKEA news, apparaît en 1949. Uniquement suédoise, elle comporte alors quatre pages et est imprimée à 250 000 exemplaires. Il a depuis été distribué à 198 millions d'exemplaires dans 61 éditions différentes, en 29 langues dans 39 pays différents. Sa fabrication et sa distribution constitueraient 70 % du budget publicitaire annuel de l'entreprise. Il se serait écoulé, selon les sources, de deux à trois fois plus d'exemplaires de catalogues IKEA que d'exemplaires de la Bible,,. Les filiales achetaient le catalogue à la maison mère. Ceci représentait 50 % de leur budget marketing
Certaines éditions linguistiques du catalogue étaient disponibles, depuis les années 2010, en version électronique sur smartphones de type Android et iPhone et sur tablette tactile de type iPad.
Le 7 décembre 2020, le groupe suédois annonce cesser définitivement la parution du catalogue. L'édition 2021 a ainsi été la dernière éditée.